# 1977-es Formula–1 brazil nagydíj
A brazil nagydíj volt az 1977-es Formula–1 világbajnokság második futama.

## Futam
| Helyezés | #  | Versenyző          | Csapat/Motor       | Körök | Idő/Kiesés oka | Rajthely | Pontszám |
| -------- | -- | ------------------ | ------------------ | ----- | -------------- | -------- | -------- |
| 1        | 12 | Carlos Reutemann   | Ferrari            | 40    | 1:45:07,72     | 2        | 9        |
| 2        | 1  | James Hunt         | McLaren-Ford       | 40    | 10,71          | 1        | 6        |
| 3        | 11 | Niki Lauda         | Ferrari            | 40    | + 1:47,51      | 13       | 4        |
| 4        | 28 | Emerson Fittipaldi | Fittipaldi-Ford    | 39    | + 1 kör        | 16       | 3        |
| 5        | 6  | Gunnar Nilsson     | Lotus-Ford         | 39    | + 1 kör        | 10       | 2        |
| 6        | 17 | Renzo Zorzi        | Shadow-Ford        | 39    | + 1 kör        | 18       | 1        |
| 7        | 29 | Ingo Hoffmann      | Fittipaldi-Ford    | 38    | + 2 kör        | 19       |          |
| Kiesett  | 8  | Carlos Pace        | Brabham-Alfa Romeo | 33    | Baleset        | 12       |          |
| Kiesett  | 16 | Tom Pryce          | Shadow-Ford        | 33    | Motorhiba      | 5        |          |
| Kiesett  | 18 | Hans Binder        | Surtees-Ford       | 32    | Felfüggesztés  | 20       |          |
| Kiesett  | 7  | John Watson        | Brabham-Alfa Romeo | 30    | Baleset        | 7        |          |
| Kiesett  | 26 | Jacques Laffite    | Ligier-Matra       | 26    | Baleset        | 14       |          |
| Kiesett  | 4  | Patrick Depailler  | Tyrrell-Ford       | 23    | Baleset        | 6        |          |
| Kiesett  | 5  | Mario Andretti     | Lotus-Ford         | 19    | Gyújtás        | 3        |          |
| Kiesett  | 9  | Alex Ribeiro       | March-Ford         | 16    | Motorhiba      | 21       |          |
| Kiesett  | 2  | Jochen Mass        | McLaren-Ford       | 12    | Baleset        | 4        |          |
| Kiesett  | 3  | Ronnie Peterson    | Tyrrell-Ford       | 12    | Baleset        | 8        |          |
| Kiesett  | 22 | Clay Regazzoni     | Ensign-Ford        | 12    | Baleset        | 9        |          |
| Kiesett  | 19 | Vittorio Brambilla | Surtees-Ford       | 11    | Baleset        | 11       |          |
| Kiesett  | 20 | Jody Scheckter     | Wolf-Ford          | 11    | Motorhiba      | 15       |          |
| Kiesett  | 10 | Ian Scheckter      | March-Ford         | 1     | Erőátvitel     | 17       |          |
| Kiesett  | 14 | Larry Perkins      | BRM                | 1     | Túlmelegedés   | 22       |          |

## Statisztikák
Vezető helyen:
- Carlos Pace: 6 (1-6)
- James Hunt: 16 (7-22)
- Carlos Reutemann: 18 (23-40)

Carlos Reutemann 5. győzelme, James Hunt 10. pole-pozíciója, 7. leggyorsabb köre.
- Ferrari 65. győzelme.